# 絕地7騎士
《絕地7騎士》（英語：The Magnificent Seven）是一部於2016年上映的美國西部動作電影，由安東尼·法奎執導，尼古·皮佐拉圖與李察·威克編劇。該片重拍自1960年電影《豪勇七蛟龍》，由丹佐·華盛頓、克里斯·普瑞特、伊森·霍克、文森·唐諾佛利歐、李炳憲、馬奴·賈西亞-魯爾福、馬丁·山米爾、彼得·賽斯嘉與海莉·班奈特等人主演，劇情講述一個以山姆·齊森（Sam Chisolm，華盛頓飾演）為首的七人團隊對抗企業家巴索羅謬·柏格（Bartholomew Bogue，賽斯嘉飾演）的故事。
2012年，據報導，該片已進入計劃階段。導演安東尼·法奎於2014年初簽約執導。一眾主演於2014年12月至2015年7月間陸續加入劇組，而主體拍攝則在2015年3月至8月間進行，取景地點主要分布在路易斯安那州的巴頓魯治北部。為該片配樂的詹姆斯·霍納雖然於2015年6月過世，但仍完成了配樂的主體。霍納的朋友與另一位電影作曲家賽門·佛蘭格倫接手完成了配樂。
該片於2016年9月8日在2016年多倫多國際影展上首映，並於同年9月9日在第73屆威尼斯影展上以閉幕片（非競賽片）的資格放映。《絕地7騎士》於9月23日在美國上映，所獲評價多為正面。影評人稱讚了演員的演技、配樂和風格，但也有影評人批評該片缺乏新意。該片的全球票房超過1.62億美元，而其製片預算則是1.07億美元。《絕地7騎士》的DVD及藍光光碟於2016年12月20日發布。

## 劇情
1879年的美國，企業家巴索羅謬·柏格包圍玫瑰溪（Rose Creek）的一座採礦小鎮，要強行收購鎮上的土地以開採黃金。馬修·卡倫帶頭的部份人民試圖反抗卻遭柏格的手下殺害。柏格要鎮民在三週後他回來前簽好合約，否則都得死。馬修的妻子艾瑪和友人泰迪Q乘車前往鄰近的城鎮，尋找能伸出援手的人。在看到堪薩斯州威奇托準尉山姆·齊森俐落的身手後，兩人決定聘請他來剷除柏格。起初齊森婉拒，但在得知柏格涉入此事後決定加入。
齊森開始招募能幫忙的人手。第一個加入團隊的是賭徒約書亞·法拉第。接著，神槍手晚安羅比修、韓裔刀刃專家比利·洛克斯、臭名昭彰的墨西哥籍罪犯巴斯克斯、捕獸者傑克·霍恩和科曼奇戰士紅穫也陸陸續續加入團隊當中。到達玫瑰溪，七人與柏格的手下展開槍戰，殺死了22名柏格的手下。齊森命貪汙的警長帶消息回去給柏格。齊森估計柏格和他的人馬將會在一週後進攻，於是七人號召並訓練鎮民們保衛家園。開戰前夕，羅比修因南北戰爭的陰影而不願再殺人，因此艾瑪·卡倫接替了他的位子。
柏格率領著一群傭兵攻打小鎮。開戰後大半傭兵誤入齊森等人佈下的陷阱而被炸死。之後羅比修也重回團隊支援。柏格的心腹麥肯射傷了法拉第後隨即被巴斯克斯殺死。柏格搬出了他的秘密武器加特林機槍掃射小鎮，雙方皆死傷慘重，建築物也遭到嚴重破壞。七人發覺他們正處於下風，便下令疏散鎮民，而七人則與柏格展開殊死鬥。柏格手下的科曼奇戰士迪納利殺害霍恩後，隨即被紅穫殺死，而羅比修與洛克斯為了掩護前去摧毀加特林機槍的法拉第而死於第二輪的掃射下。法拉第用炸藥摧毀了加特林機槍和柏格僅存的人馬，自己也犧牲了。
失去所有手下的柏格逃入教堂，與齊森對峙。齊森射傷了柏格，扼住他的喉嚨後道出了兩人的恩怨：12年前，柏格的手下強暴並殺害了齊森的母親和妹妹。柏格試圖用藏在自己靴子裡的手槍做最後反擊，艾瑪及時趕到射殺了柏格。戰後，法拉第、羅比修、洛克斯與霍恩被厚葬在鎮上，鎮民讚頌他們為英雄，而活下來的齊森、巴斯克斯與紅穫則騎馬離開了小鎮。

## 角色
導演安東尼·法奎致力於建構一個多元的演員陣容。他找上了非裔美國人丹佐·華盛頓、韓國人李炳憲和墨西哥人馬奴·賈西亞-魯爾福等有色演員，還加入了一名女性海莉·班奈特。法奎的用意是反映真實的歷史：「那時有很多黑人牛仔、很多美洲土著及很多在鐵路工作的亞洲人。西部的真實樣貌比電影還要更前衛」。法奎做出該決定也是因為看到工作室的高管選出的演員人選全是白人，他發覺此舉有很嚴重的問題，便決心打造一個多元的演員陣容，同時也讓觀眾能輕鬆認出各個角色。

七騎士，由左至右分別為傑克·霍恩、紅穫、巴斯克斯、晚安羅比修、山姆·齊森、約書亞·法拉第與比利·洛克斯

- 丹佐·華盛頓飾演山姆·齊森（Sam Chisolm），七騎士的領導，堪薩斯州的威奇托（英语：Wichita people）準尉兼賞金獵人[12]。

該角的名字從原電影中的克里斯·亞當斯（由尤·伯連納飾演）改為山姆·齊森。該片為華盛頓出演的首部西部片，也是他第三次與導演法奎合作。在華盛頓成長的年代，西部片已經沒落，且因其父身為教堂的牧師，他和他的兄弟姐妹們都不能進劇院。他們看著諸如《萬王之王：耶穌傳》（1961年）及《十誡》（1956年）等的聖經電影長大。不過華盛頓也承認，他也看過一點西部電視劇如《皮鞭》及《大淘金》。華盛頓並沒有透過觀賞《豪勇七蛟龍》（1960年）來為角色做準備，他只有看《七武士》（1954年）。華盛頓認為看原電影沒有幫助，表示「（不去看它）能讓我以自己而非別人的方式去詮釋角色」。
- 克里斯·普瑞特飾演約書亞·法拉第（Joshua Faraday），七騎士的成員，喜愛使用炸藥的賭徒。

對於法拉第這個角色，普瑞特如此表示：「（他是）一個像狐狸一樣精的人，一個騙徒，一個酒鬼。他熱愛女人。但他在火拼中可是致命無比的。」該片為普瑞特出演的首部西部片。此外，《絕地7騎士》也是他與華盛頓首度在大銀幕上合作。普瑞特從31歲時開始看西部片，他曾看過的西部片包含《西部人》（1940年）。他表示，演員賈利·古柏重振了他對西部片的看法。飾演法拉第的演員是最難找的。法奎知道普瑞特對西部片情有獨鍾，便找上了普瑞特。幾天後，普瑞特回電，唱著歌謠「哦，山南多」。法奎當下就決定該角色的演員非他莫屬，認為「他就是史提夫·麥昆」。
- 伊森·霍克飾演晚安羅比修（Goodnight Robicheaux），七騎士的成員，前美利堅邦聯軍人和神槍手。

羅比修的角色設定取自《越戰獵鹿人》（1978年）中的角色尼克（Nick，克里斯多夫·華肯飾演），兩者都是一名心理創傷的前軍人。霍克是劇本定稿後第一位加入的演員。該片為霍克與法奎繼《震撼教育》（2001年）及《惡夜特警隊》（2009年）之後的第三部合作電影。霍克在《私刑教育》（2014年）的首映禮上得知了重拍計畫，隨即請求法奎讓他加入劇組。霍克描述羅比修「不是個英雄。他被心魔折磨且不喜歡自己。所有人都認為他是個很棒的人，而他也希望自己成為那樣的人」。他亦協助了劇本的創作。
- 文森·唐諾佛利歐飾演傑克·霍恩（Jack Horne），七騎士的成員，山地捕獸者。

唐諾佛利歐受訪時表示，他以一種「生澀且高亢」的聲音來飾演霍恩，以給人一種長居荒野、很久沒與人交談的感覺。
- 李炳憲飾演比利·洛克斯（Billy Rocks），七騎士的成員，韓國移民，刀刃專家。

法奎從李炳憲演《不悔》（2005年）以來便一直是他的粉絲。李炳憲從小看西部電影長大，一看到劇本便讚嘆不已。李炳憲原先就很會耍刀，法奎便讓他發揮本事。
- 馬奴·賈西亞-魯爾福飾演巴斯克斯（Vasquez），七騎士的成員，墨西哥籍逃犯。

賈西亞-魯爾福指出，法奎給他很大的空間設計這個角色，並稱自己與法奎合作得很愉快。
- 馬丁·山米爾飾演紅穫（Red Harvest），七騎士的成員，被放逐的科曼奇（英语：Comanche）戰士。

山米爾為了飾演該角色試鏡了許多次。山米爾在《與狼共舞》（1990年）中的合作夥伴史考提·艾格（Scotty Augere）教他如何騎沒有配鞍的馬，兩人每天都會花上兩小時的時間一同騎馬。
- 彼得·賽斯嘉飾演巴索羅謬·柏格（Bartholomew Bogue），腐敗的企業家，勢力龐大。

賽斯嘉表示他一直很想出演西部片，並稱他之所以會想出演柏格是因為「這個人氣場強大，彷彿他是個傳奇似的」。賽斯嘉是《豪勇七蛟龍》的粉絲，稱出演該片讓他「美夢成真」。霍克表示，「原電影中的反派是一些無名無臉的拉美人，我們這個版本有趣的地方在於反派是無良商人」。華盛頓稱該角為「邪惡的化身」，而製片人陶德·布萊克（Todd Black）則形容該角「瘋狂、聰明又貪婪」。賽斯嘉亦有協助劇組塑造該角色。起初，服裝設計師雪倫·戴維斯（Sharen Davis）打算讓柏格看起來就像一位暴發戶，但後來法奎告訴她「不如讓他看起來像約翰·戴維森·洛克斐勒那種家財萬貫的人吧」。戴維斯表示，「柏格看起來乾淨俐落，但他的衣服其實很破舊。他捨不得丟」。
- 海莉·班奈特飾演艾瑪·卡倫（Emma Cullen），馬修·卡倫之妻，在丈夫被害後雇用七人。

此外，麥特·波莫在片中飾演馬修·卡倫（Matthew Cullen），艾瑪·卡倫的丈夫，試圖反抗柏格但遭其殺害。演員路克·葛萊姆斯詮釋泰迪Q（Teddy Q），艾瑪·卡倫的朋友，強納森·喬斯飾演流亡的科曼奇戰士迪納利（Denali），為柏格工作。凱姆·吉甘特飾演柏格的心腹之一麥肯（McCann）。

## 製作
重拍電影《豪勇七蛟龍》（1960年）的點子起頭於製片人羅傑·拜亞倫。《豪勇七蛟龍》是拜亞倫童年很喜歡的一部電影。2012年，據報導，重拍電影已進入計劃階段，將由湯姆·克魯斯擔任主演。凱文·科斯納、摩根·費里曼和麥特·戴蒙有望加入該片的演員陣容。2014年初，米高梅聘請正在製作《震撼擂台》（2015年）的安東尼·法奎擔任導演，並宣布該片將由法奎的合作夥伴尼古·皮佐拉圖和李察·威克編劇。從童年開始，法奎就已是西部片的影迷。法奎表示，他的祖母對他的重拍計畫影響極大。法奎常和同樣喜愛西部片的祖母一同觀賞西部片，如《太陽浴血記》（1946年）、《原野奇俠》（1953年）、《搜索者》（1956年）、《豪勇七蛟龍》及《日落黃沙》（1969年）。此外，祖孫兩人還會一起看史提夫·麥昆、尤·伯連納、詹姆斯·卡格尼及亨弗萊·鮑嘉等人的電影。法奎試著在重拍電影中重現日本電影《七武士》（1954年，其深深影響了《豪勇七蛟龍》）的精髓。
選角作業在2014年12月至2015年7月間進行。2014年12月4日，據報導，克里斯·普瑞特和丹佐·華盛頓正在與片方洽談參演的事。2015年2月20日，海莉·班奈特簽約飾演一名被害者的遺孀，丈夫的死驅使她雇用賞金獵人來進行報復。5月14日，麥特·波莫加入劇組，飾演班奈特所飾角色的丈夫。彼得·賽斯嘉於5月20日簽約詮釋片中的反派角色。外界曾一度傳出傑森·摩莫亞將出演該片的消息；但在5月20日，Deadline.com報導稱，摩莫亞為了出演《水行俠》（2018年）而退出了該片的劇組。7月11日，據《每日鏡報》報導，維尼·瓊斯也將參演電影。在電影開拍前，眾演員被送去訓練營接受牛仔的訓練，磨練其技能。主體拍攝在2015年3月18日至8月18日間進行，為期64天。該片主要在美國路易斯安那州的巴頓魯治北部取景，而片中亦有部分場景在圣弗朗西斯维尔、扎卡里、李奇微及新墨西哥州拍攝。在聖弗瑞安斯維爾的拍攝作業於5月18日至5月29日間完成。

## 音樂
| 評論得分            | 評論得分 |
| 來源                | 評分     |
| ------------------- | -------- |
| SoundtrackMania.com | 4.8/5    |

詹姆斯·霍納受聘擔任該片的作曲家，儘管他於2015年6月22日因空難過世，但仍完成了配樂的主體。賽門·佛蘭格倫接手完成了配樂。佛蘭格倫表示，「我希望配樂可以有經典好萊塢樂譜的感覺——那種氣勢磅礡的交響樂的感覺，但同時也具有現代感」。《絕地7騎士》的配樂在二十世紀福斯工作室的紐曼配樂場錄製。該片的原聲帶於2016年9月16日由索尼經典唱片發行，為霍納逝世後推出的第三張原聲帶。原聲帶的MP3與iTunes版本額外收錄了由埃爾默·伯恩斯坦譜寫的原版主題曲。
| 曲目列表 | 曲目列表                     | 曲目列表 |
| 曲序     | 曲目                         | 时长     |
| -------- | ---------------------------- | -------- |
| 1.       | Rose Creek Oppression        | 1:54     |
| 2.       | Seven Angels of Vengeance    | 3:24     |
| 3.       | Lighting the Fuse            | 1:21     |
| 4.       | Volcano Springs              | 2:56     |
| 5.       | Street Slaughter             | 3:22     |
| 6.       | Devil in the Church          | 2:06     |
| 7.       | Chisolm Enrolled             | 3:10     |
| 8.       | Magic Trick                  | 2:37     |
| 9.       | Robicheaux Reunion           | 1:47     |
| 10.      | A Bear in Peoples Clothes    | 2:01     |
| 11.      | Red Harvest                  | 2:02     |
| 12.      | Takedown                     | 5:50     |
| 13.      | Town Exodus – Knife Training | 2:10     |
| 14.      | 7 Days, that's all You Got   | 1:49     |
| 15.      | So Far So Good               | 4:32     |
| 16.      | Sheriff Demoted              | 1:58     |
| 17.      | Pacing the Town              | 3:53     |
| 18.      | The Deserter                 | 4:52     |
| 19.      | Bell Hangers                 | 1:43     |
| 20.      | Army Invades Town            | 3:34     |
| 21.      | Faraday's Ride               | 4:03     |
| 22.      | Horne Sacrifice              | 2:42     |
| 23.      | The Darkest Hour             | 4:28     |
| 24.      | House of Judgment            | 5:25     |
| 25.      | Seven Riders                 | 2:58     |
| 总时长： | 总时长：                     | 76:37    |

## 上映與市場營銷
該片於2016年9月8日在2016年多倫多國際影展上舉行全球首映禮，並於同年9月9日在第73屆威尼斯影展上作為閉幕片（非競賽片）放映。2015年3月29日，米高梅將《絕地7騎士》排於馬丁·路德·金紀念日左右的2017年1月13日在美國上映。8月，索尼影視娛樂將上映日改至2016年9月23日。該片的首支預告片於2016年4月20日發布。此外，索尼影視娛樂還陸續在社交平台上發布各個角色的獨立預告。電視預告隨著以下節目播出：2016年NBA總決賽、2016年黑人娛樂電視大獎、2016年夏季奧林匹克運動會、國家美式足球聯盟、美國職業棒球大聯盟、《嘻哈世家》、《美國好聲音》、《美國恐怖故事》、《驚嚇陰屍路》及《指定倖存者》。美國電影協會（MPAA）以片中有「極為暴力的場面、吸菸、一些髒話及具暗示性的題材」為由將電影評為PG-13級，意味著片中含有部分家長可能認為不適合13歲以下觀眾觀看的內容，建議家長需特別注意。

## 反響

### 評價

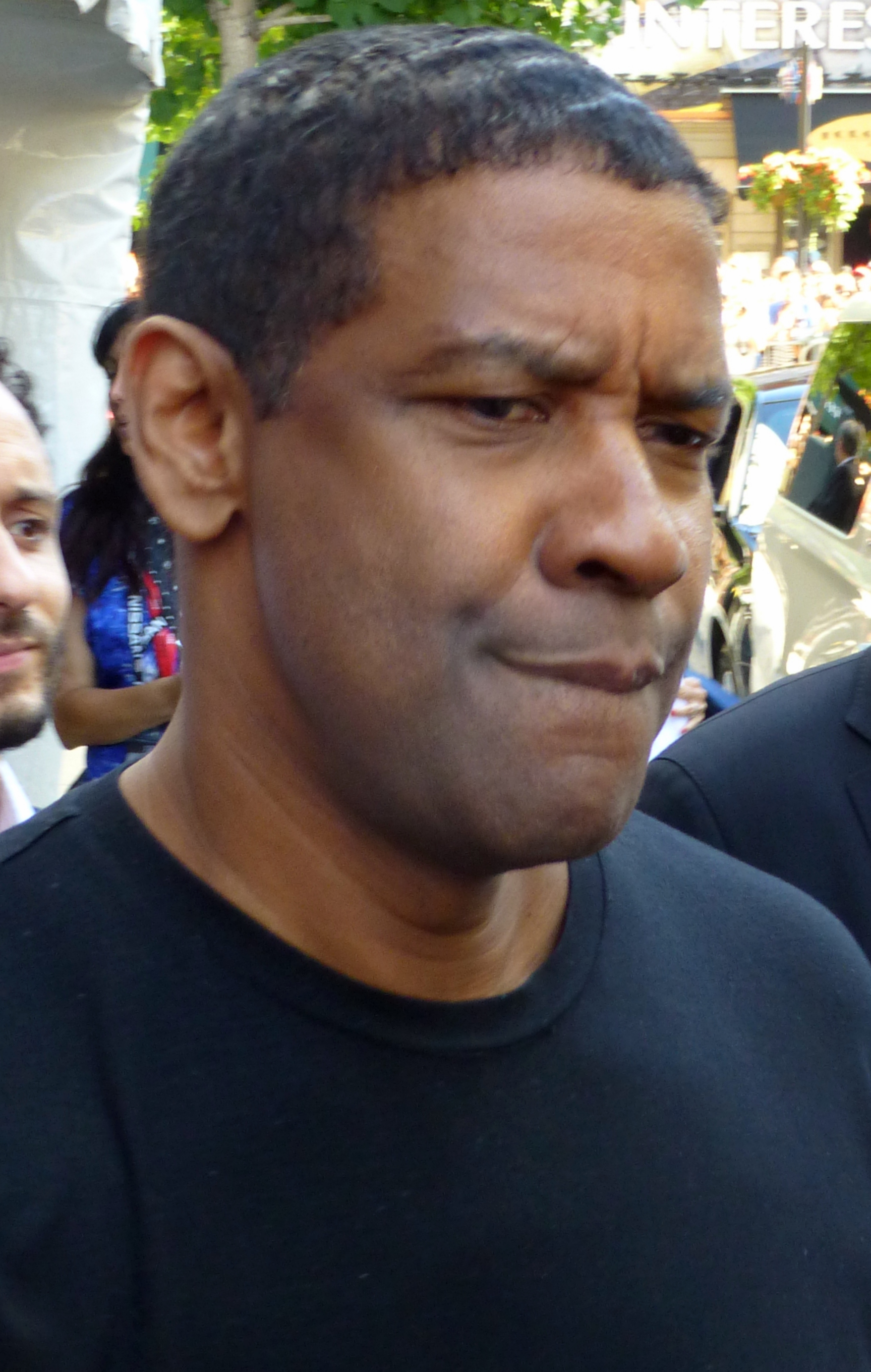
主演丹佐·華盛頓的演技廣受影評人好評

《絕地7騎士》所獲評價多為正面。影評人稱讚演員的演技、配樂和復古風的魅力，但也有人批評電影並沒有太多創新的地方。影評匯總網站爛蕃茄上收集的274篇專業影評文章中，有172篇給予該片「新鮮」的正面評價，「新鮮度」為63%，平均得分6分（滿分10分），該網站對電影的共識性評價寫道「《絕地7騎士》從未達到頂尖原作的水準，或從經典中攝取靈感，但仍是部適度分配自身優點的動作驚悚片」，而Metacritic則基於50篇評論文章，其中19篇予以好評，2篇差評，29篇褒貶不一，給出平均分54（滿分100），代表「正負評平均參雜」。據CinemaScore所進行的調查，觀眾的平均評價於A+至F間落於「A-」。
《芝加哥太陽報》的理察·羅珀給出了3顆星（滿分4顆）的好評，形容該片是一部「令人熱血沸騰，但有點老套的西部動作片」，並稱讚了片中的槍戰。不過，羅珀認為主演克里斯·普瑞特的演出欠佳。IndieWire的大衛·艾爾瑞奇（David Ehrlich）給予該片「B」的評價，認為《絕地7騎士》「趣味十足、令人驚艷」，並對片中的政治隱喻加以讚賞。《滾石》雜誌的彼得·崔維斯給出了3顆星（滿分4顆）的分數，並稱讚了主演丹佐·華盛頓與克里斯·普瑞特的演技。
也有部分影評人給出了負評。《好萊塢報導》的影評人陶德·麥卡錫批評《絕地7騎士》「很老套」。雖然如此，麥卡錫也稱讚了該片的配樂。音樂電視網（MTV）的艾美·尼克遜（Amy Nicholson）給予該片「C-」的差評，並批評了片中的善惡分明。不過尼克遜也稱讚了眾主演的演技。《洛杉磯時報》的肯尼思·圖蘭認為《絕地7騎士》「步調緩慢讓人看了想睡」。

### 票房
截至下檔日，《絕地7騎士》在美國及加拿大地區共累積了9,343萬美元的票房，加上來自其他地區的6,892萬美元，全球票房共計1.623億美元，而其製片預算則是1.07億美元。IMAX方面，該片在首映週末透過全球的606家2D IMAX劇院收穫430萬美元的票房。

#### 北美地區

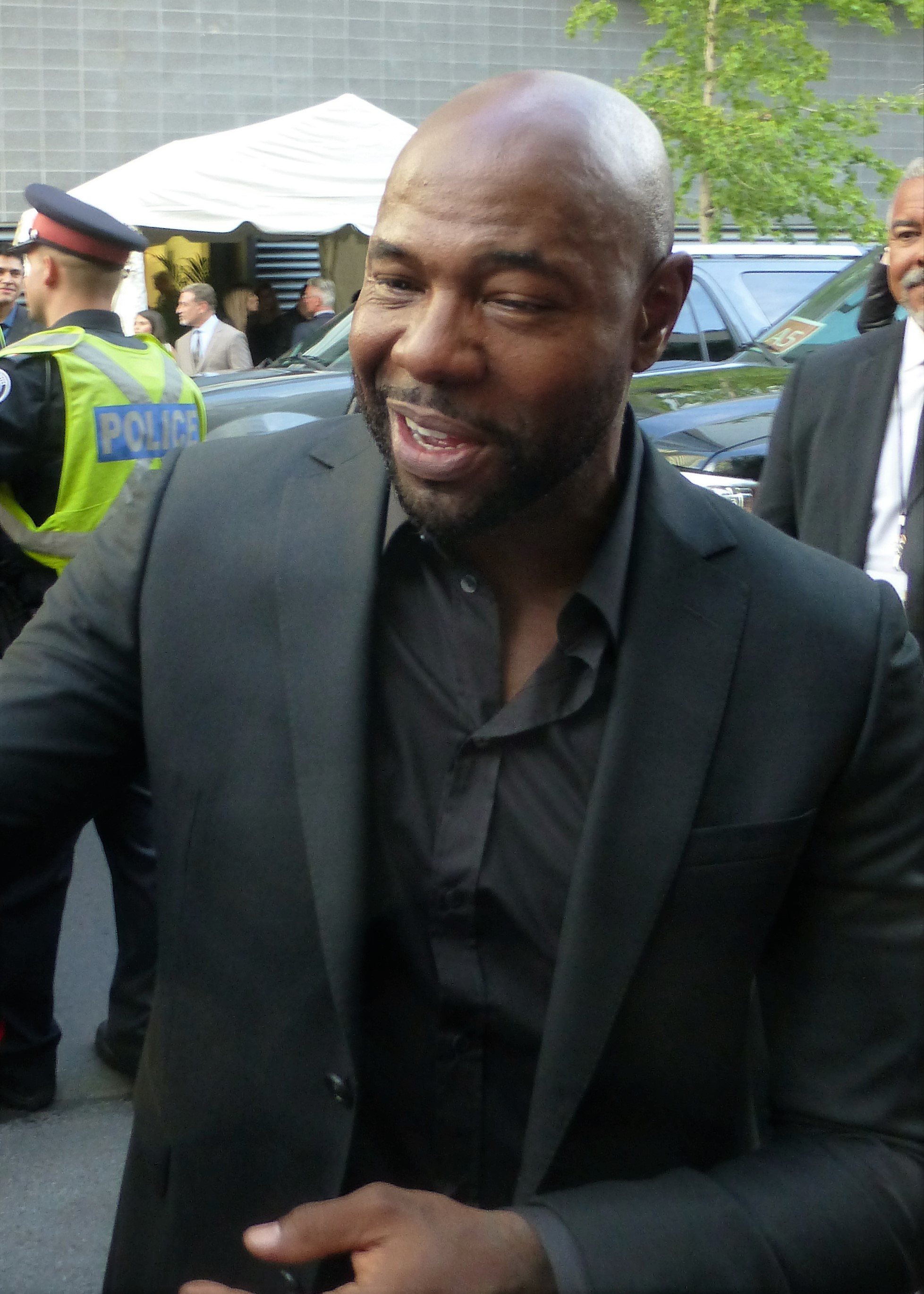
《絕地7騎士》為導演安東尼·法奎所有作品中北美首映週末票房第二高的電影，僅次於《私刑教育》（2014年）

在美國與加拿大，該片與《送子鳥》同期上映，分析師預估電影能於首映週末透過3,674家電影院收穫約3,000萬美元的票房，甚至有人預估其票房能高達5,000萬美元，有望成為9月最高首映週末票房的電影。據《洛杉磯時報》，因自從1970年代以來，西部片急速減少，使得久違的西部片《絕地7騎士》有望獲得優異的票房收入。該類電影在近年來有數部是票房炸彈，如《星際飆客》（2011年）和《獨行俠》（2013年），但也有如《真實的勇氣》（2010年）和《決殺令》（2012年）那樣的成功作品。《絕地7騎士》透過星期四的晚場收穫175萬美元，並於首映當天（星期五）進帳1,270萬美元。整個首映週末結算下來，該片的成績為3,500萬美元，位居當週票房冠軍，並成為北美影史首週末票房第三高的西部片（不考慮通貨膨脹），次於《飆風雷哥》（2011年，3,810萬美元）和《星際飆客》（2011年，3,640萬美元）。該票房成績使《絕地7騎士》成為導演安東尼·法奎所有導演作品中首週末票房第二高的電影，次於《私刑教育》（2014年，3,410萬美元）；以及丹佐·華盛頓主演的所有電影中首週末票房第三高的電影，次於《美國黑幫》（2007年，4,360萬美元）和《狡兔計畫》（2012年，4,010萬美元）。受調查的美國觀眾中，有61%表示主演華盛頓與克里斯·普瑞特是他們進電影院觀賞該片的理由。
業內人士指出，該片首映週末票房能如此亮眼，有一部份得歸功於華盛頓與法奎兩人，並表示華盛頓是少數能吸引大批觀眾進電影院看電影的演員。Deadline.com指出，電影的製片預算與電影成功與否息息相關，「成功訣竅在於讓預算保持在合理範圍內」。與近期的其他西部片相比，《絕地7騎士》的預算為9,000萬美元（扣除營銷成本），比起《獨行俠》（2.15億美元）及《星際飆客》（1.63億美元）相當節省。隔週，該片的票房下跌了55%，進帳約1,570萬美元，次於新上映的《怪奇孤兒院》（約2,887萬美元）和《怒火地平線》（約2,022萬美元）排名第三。《絕地7騎士》在北美的亮眼票房彌補了米高梅因電影《賓漢》票房失利而受到的損失。
| 上一届： 《薩利機長：哈德遜奇蹟》 | 2016年美國週末票房冠軍 第39週 | 下一届： 《怪奇孤兒院》 |

#### 其他地區
外界預測，該片在北美以外地區的票房有望達到1億美元，與之前的西部片《八惡人》（2015年）的1.106億美元差不多。在韓國，《絕地7騎士》於2016年9月14日搶先全球上映，首映週末票房為510萬美元左右，位居當週票房排名第三，排於韓國本土電影《密探》（約2,600萬美元）和好萊塢電影《賓漢》（約670萬美元）之後。接著，英國、愛爾蘭、德國、西班牙和俄羅斯為下一波上映的國家。到了下週末，該片已經在63個北美以外市場上映，總票房為1,920萬美元，其中包含透過IMAX電影院賺來的140萬美元。該片在俄羅斯、西班牙及馬來西亞的首映週末名列票房排行榜榜首，分別收穫約180萬美元、110萬美元和56萬美元。在英國和愛爾蘭、德國和巴西的首映週末，《絕地7騎士》排名第二，票房分別為260萬美元、140萬美元和110萬美元。除了北美以外，該片前五大的市場分別為英國（約792萬美元）、韓國（約668萬美元）、澳大利亞（約638萬美元）、法國（約506萬美元）及德國（約480萬美元）。
在香港，該片的總票房為339萬港幣。

### 榮譽
註：按照時間順序排列。
| 類別               | 頒獎日期       | 獎項                     | 獲獎或入圍者  | 結果 | 來源          |
| ------------------ | -------------- | ------------------------ | ------------- | ---- | ------------- |
| 青少年票選獎       | 2016年7月31日  | 最受年輕族群期待男演員   | 克里斯·普瑞特 | 提名 | [ 81 ]        |
| 女性電影記者聯盟獎 | 2016年12月21日 | 最不該拍的重拍電影或續集 | 《絕地7騎士》 | 提名 | [ 82 ] [ 83 ] |
| 黑膠捲獎           | 2017年2月16日  | 最佳演員                 | 丹佐·華盛頓   | 提名 | [ 84 ]        |
| 黑膠捲獎           | 2017年2月16日  | 最佳導演                 | 安東尼·法奎   | 提名 | [ 84 ]        |
| 木星獎             | 2017年3月29日  | 最佳外國電影             | 《絕地7騎士》 | 提名 | [ 85 ]        |
| 木星獎             | 2017年3月29日  | 最佳外國男演員           | 丹佐·華盛頓   | 獲獎 | [ 85 ]        |
| 土星獎             | 2017年6月28日  | 最佳動作或歷險電影       | 《絕地7騎士》 | 提名 | [ 86 ]        |

## 家庭媒體
《絕地7騎士》的數位版於2016年12月6日推出，而DVD及藍光光碟則於同年12月20日發布，其中收錄了多則講評。在美國，《絕地7騎士》的DVD於發行首週賣出632,848份，而藍光光碟則賣出618,598份。截至2020年7月，該片已在家庭媒體方面收穫了約4,070萬美元的收益。

## 外部連結
- 互联网电影数据库（IMDb）上《絕地7騎士》的资料（英文）
- Box Office Mojo上《絕地7騎士》的資料（英文）
- Metacritic上《絕地7騎士》的資料（英文）
- 爛番茄上《絕地7騎士》的資料（英文）
- AllMovie上《絕地7騎士》的资料（英文）
- 開眼電影網上《絕地7騎士》的資料（繁體中文）
- 时光网上《絕地7騎士》的資料（简体中文）
- 豆瓣电影上《絕地7騎士》的資料 （简体中文）